# Aloysio Veiga de Paula
Aloysio Veiga de Paula (Vargem Alegre, Barra do Piraí, 17 de fevereiro de 1907 – 12 de outubro de 1990) foi um médico brasileiro.  Filho de Luiz de Paula e D. Noêmia Veiga de Paula
Graduado pela Faculdade de Medicina do Rio de Janeiro em 1927. Foi eleito membro da Academia Nacional de Medicina em 1951, sucedendo Álvaro Ozório de Almeida na Cadeira 15, que tem Clemente da Cunha Ferreira como patrono.